# Plooislakken
Plooislakken (Goniodorididae) zijn een familie van de zeenaaktslakken.

## Geslachten
De familie kent de volgende geslachten:
- Ancula Lovén, 1846
- Goniodoris Forbes & Goodsir, 1939
- Goniodoridella Pruvot-Fol, 1933
- Lophodoris G. O. Sars, 1878
- Murphydoris Sigurdsson, 1991
- Okenia Menke, 1830
- Spahria Risbec, 1928
- Trapania Pruvot-Fol, 1931